# برادران شلومبرگر
کنراد شلومبرگر (به فرانسوی: Conrad Schlumberger) ‏(۱۸۷۸-۱۹۳۶) و مارسل شلومبرگر (به فرانسوی: Marcel Schlumberger) ‏ (۱۸۸۴-۱۹۵۳) برادرانی از منطقه آلزاس امپراطوری آلمان بوده‌اند که هم‌اکنون در سیطره فرانسه کنونیست. اختراعات آنان در زمینه ژئوفیزیک و چاه کنی آغازی بر خدمات چاه شلومبرگر و کل صنعت چاه کنی بود.